# Odweyne

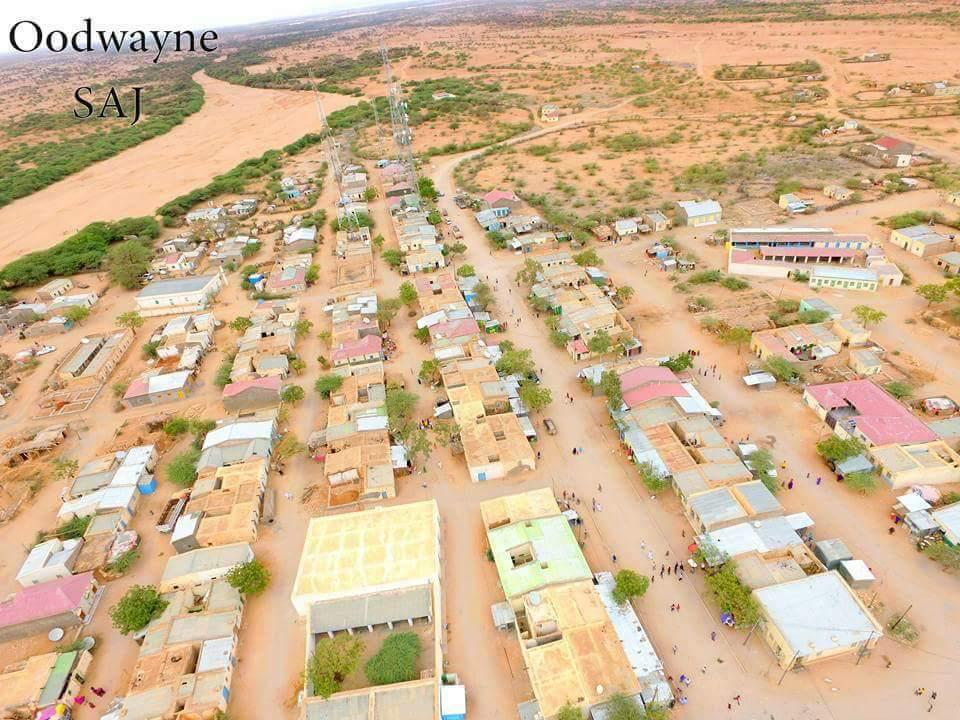
Oodweyne.

Odweyne és una regió de Somalilàndia, creada el 22 de març de 2008 per segregació dels districtes de Duruqsi i Odweyne, pertanyents al Togdheer. Es van crear també dos districtes nous: Harasheekh (o Haro Shiikh) i Raydab Khatumo.
La capital és la ciutat d'Odweyne, un petita ciutat mal comunicada, però de gran tradició històrica.
Aquest territori fou la llar ancestral dels reer odweyne (vegeu Sultanat de Reer Odweyne). És lloc de naixement de molts intel·lectuals i personalitats, destacant Muhammad Hadj Ibrahim Egal, primer ministre de Somàlia i president de Somalilàndia, que hi va néixer el 1928. El 1991 va quedar dins el territori de Somalilàndia quan aquest va declarar la seva independència.
El 1995 es van celebrar a la vila diverses converses de pau entre els dos grups enfrontats (el president sortint Jamal, i el president entrant Egal, el primer més flexible sobre el retorn de Somalilàndia a Somàlia) en les que van participar el sultà d'Ifdagale Mohamed Sultan Abdulkadir i el sultà en funcions dels habar yoonis Mohamed Nur Dirqeye.